# 胸鬚擬鈎鯰
胸鬚擬鈎鯰，為輻鰭魚綱鯰形目甲鯰科的其中一種，為熱帶淡水魚，分布於南美洲委內瑞拉奧里諾科河及Casiquaire河流域，體長可達24.2公分，棲息在岩石底質且流動的溪流底層水域，生活習性不明。